# Copa de España de Rallyes de Asfalto
La Copa de España de Rallyes de Asfalto, oficialmente CERA-Recalvi, es una competición de rally que se disputa anualmente en España desde 2021 y organizada por la Real Federación Española de Automovilismo. Se disputa sobre asfalto con pruebas que en su mayoría fueron anteriormente puntuables para el Campeonato de España de Rally.

## Rallies
En la primera temporada el calendario inicial contaba con nueve pruebas incluido el Rally Botafumeiro prueba que no llegó a realizarse finalmente.
- Rally Sierra Morena (2021)
- Rally Cidade de Narón (2021-2023)
- Rally Rías Baixas (2021-2023)
- Rally Cristian López Herrero (2021-2023)
- Rally Princesa de Asturias (2021)
- Rally Villa de Llanes (2021)
- Rally do Cocido (2021-2023)
- Rally de La Nucía-Mediterráneo (2021)
- Rally de Ferrol (2022)
- Rally Norte de Extremadura (2022)
- Rally Villa de Adeje (2023)
- Rally Ciudad de Valencia (2023)
- Rally de la Vendimia (2023)

## Palmarés

### Copa de pilotos
| Año  | Piloto        | Copiloto             |
| ---- | ------------- | -------------------- |
| 2021 | Óscar Palacio | Alberto Iglesias Pin |
| 2022 | Víctor Senra  | Miriam Vera          |

### Copa vehículos FIA
| Año  | Piloto        | Copiloto             |
| ---- | ------------- | -------------------- |
| 2021 | Óscar Palacio | Alberto Iglesias Pin |
| 2022 | Víctor Senra  | Miriam Vera          |

### Trofeo 2 ruedas motrices
| Año  | Piloto               | Copiloto            |
| ---- | -------------------- | ------------------- |
| 2021 | Jorge Cagiao         | Amelia María Blanco |
| 2022 | José Joaquím Rasilla | Carlos Cancela      |

### Trofeo júnior
| Año  | Piloto        | Copiloto    |
| ---- | ------------- | ----------- |
| 2021 | -             | Alain Peña  |
| 2022 | Miguel Grande | Álvaro Maza |

### Trofeo silver
| Año  | Piloto               | Copiloto |
| ---- | -------------------- | -------- |
| 2021 | -                    | -        |
| 2022 | José Joaquím Rasilla | -        |

### Trofeo vehículos GT
| Año  | Piloto         | Copiloto     |
| ---- | -------------- | ------------ |
| 2021 | Sergio Vallejo | Álvaro Louro |
| 2022 | Sergio Vallejo | -            |

### Trofeo concursantes colectivos
| Año  | Equipo       |
| ---- | ------------ |
| 2021 | Recalvi      |
| 2022 | Yacar Racing |

### Copa Suzuki Swift
| Año  | Piloto        |
| ---- | ------------- |
| 2021 | Diego Ruiloba |
| 2022 | José Álvarez  |

### Copa Suzuki Swift Júnior
| Año  | Piloto        |
| ---- | ------------- |
| 2021 | Diego Ruiloba |
| 2022 | José Álvarez  |

### Dacia Sandero Rally Cup
| Año  | Piloto          | Copiloto        |
| ---- | --------------- | --------------- |
| 2021 | Víctor Navarro  | Irene Vera      |
| 2022 | Ángel Rodríguez | Diego Rodríguez |

### Clio Trophy Spain
| Año  | Piloto        | Copiloto      |
| ---- | ------------- | ------------- |
| 2021 | Jorge Cagiao  | Amelia Blanco |
| 2022 | Miguel García | Osel Román    |

### Desafío Kumho
| Año  | Piloto          |
| ---- | --------------- |
| 2021 | Óscar Soto Lago |
| 2022 | Óscar Soto Lago |

### Challenge Recalvi
| Año  | Piloto        |
| ---- | ------------- |
| 2021 | Óscar Palacio |
| 2022 | Víctor Senra  |

### Trofeo Michelín
| Año  | Piloto        |
| ---- | ------------- |
| 2021 | Óscar Palacio |
| 2022 | Jorge Pérez   |

### Copa N5 RMC
| Año  | Piloto        |
| ---- | ------------- |
| 2021 | Sergio Cuesta |